# نناد گراچان
نناد گراچان (انگلیسی: Nenad Gračan؛ زادهٔ ۲۳ ژانویهٔ ۱۹۶۲) بازیکن سابق و مربی فوتبال اهل کرواسی است.
از باشگاه‌هایی که در آن بازی کرده‌است می‌توان به باشگاه فوتبال رییکا، باشگاه فوتبال هایدوک اسپلیت و باشگاه فوتبال رئال اویدو اشاره کرد.
وی در مسابقات بین‌المللی در مجموع برندهٔ ۱ مدال برنز شده‌است.